# 발칸산맥
발칸산맥(불가리아어, 세르비아어: Стара планина, Stara Planina)은 발칸반도 동부에 위치한 산맥이다. 불가리아 중부와 세르비아 동부 사이에 걸쳐 있으며 흔히 스타라플라니나("오래된 산"이라는 뜻)라고 부르기도 한다. 발칸반도의 어원이 된 산맥이기도 하다.
산맥에서 가장 높은 지점은 불가리아에 있는 보테프봉(해발 2,376m)이며 동쪽에서 서쪽으로 530km, 남쪽에서 북쪽으로 15 ~ 50km 정도 뻗어 있다. 불가리아의 역사에서 큰 역할을 했기 때문에 불가리아와 불가리아인의 형성 및 발전과 관련이 있다.
발칸산맥의 북쪽에는 카르파티아산맥이 위치하고 있는데, 도나우강이 발칸산맥과 카르파티아산맥의 사이를 이른바 '철문'(Iron Gate)라는 협곡을 이루며 바다로 향해 흐르고 있다. 도나우강은 헝가리 평원을 지날 때에는 남쪽 에게해를 향해 흐르는 듯 하지만, 발칸산맥에 막혀 곧장 동으로 흘러 흑해로 빠져나간다.

## 사진

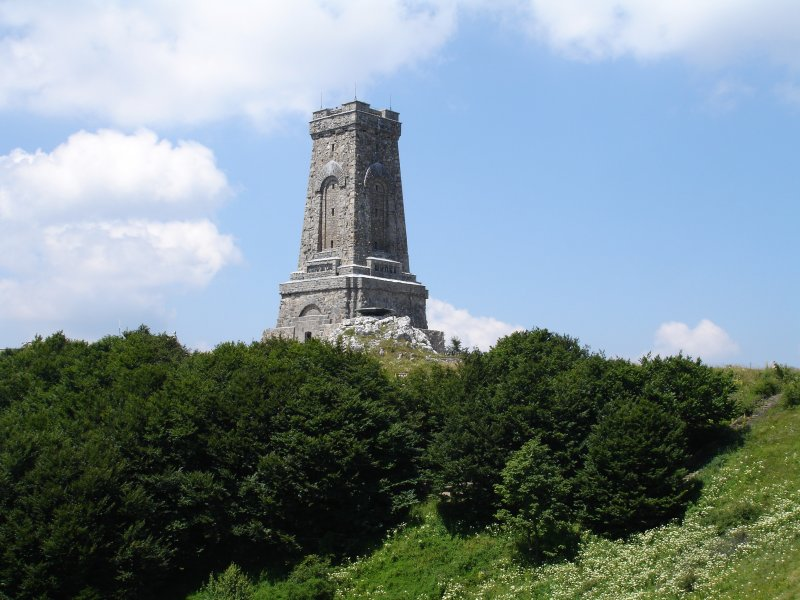
시프카 봉 기념비
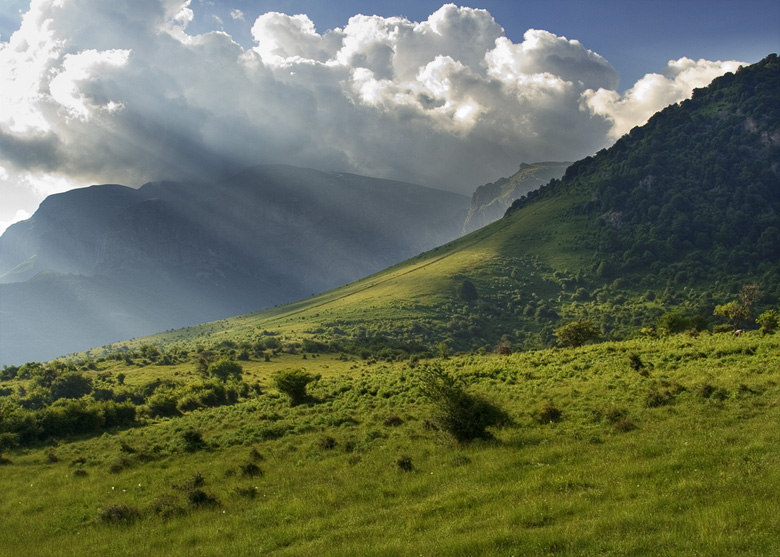
중부 발칸산맥
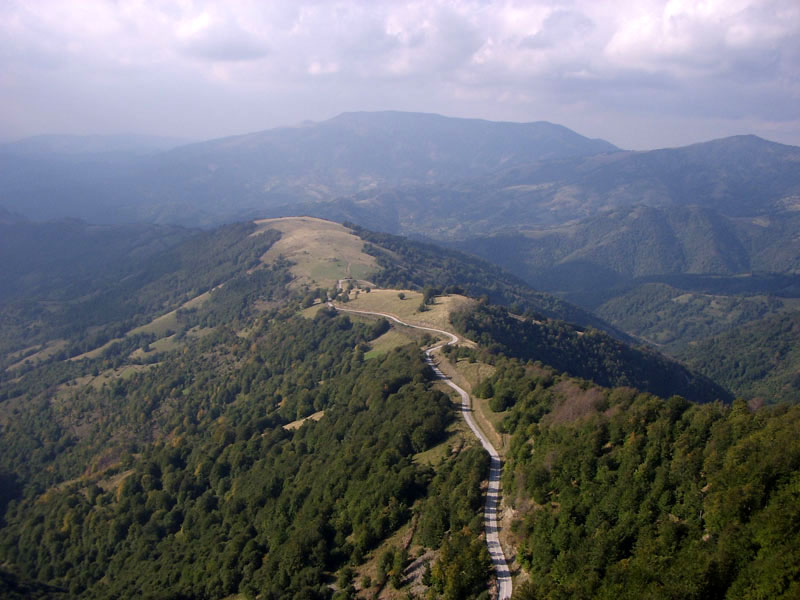
세르비아령 발칸산맥
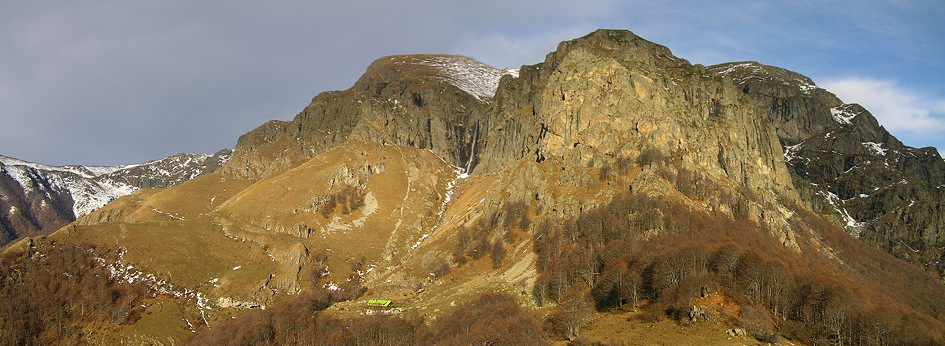
불가리아령 발칸산맥
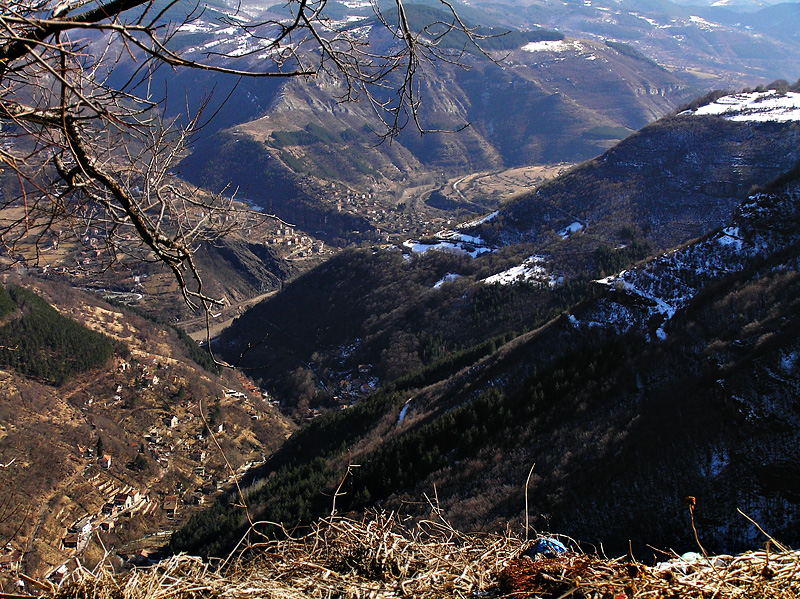
발칸산맥 계곡을 흐르고 있는 이스커르강
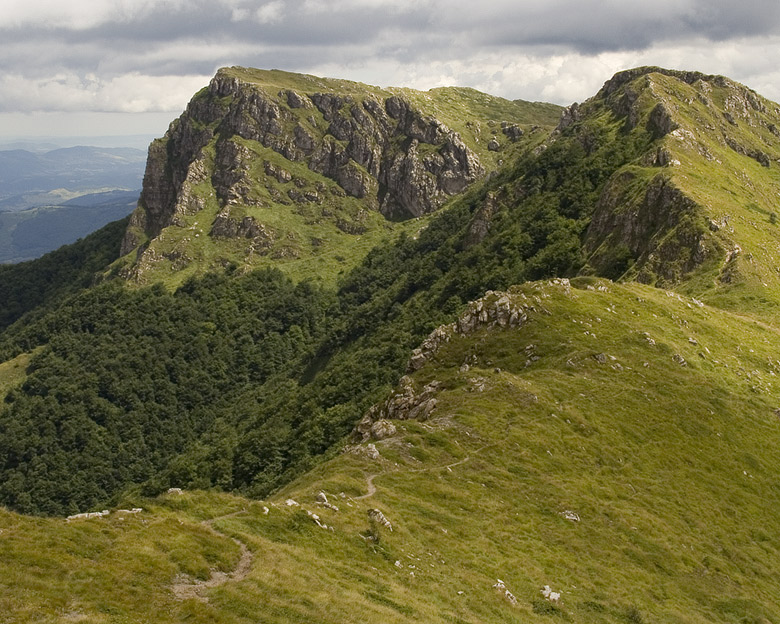
코지야 스테나 자연 보호 구역

## 같이 보기
- 발칸반도
- 산맥 목록
- 로도피산맥